# Zelandobius peglegensis
Zelandobius peglegensis är en bäcksländeart som beskrevs av Mclellan 1993. Zelandobius peglegensis ingår i släktet Zelandobius och familjen Gripopterygidae. Inga underarter finns listade i Catalogue of Life.